# Veldrijden in het seizoen 2021-2022
Het veldritseizoen 2021-2022 begon op 15 augustus 2021 met de Nieuw-Zeelandse kampioenschappen en eindigde op 20 februari 2022 met de Internationale Sluitingsprijs in Oostmalle, België.

## UCI ranking
De UCI ranking werd opgemaakt aan de hand van de resultaten van het afgelopen jaar. Bij elke nieuwe ranking werden de punten behaald sinds de vorige ranking erbij geteld en de punten die waren behaald tot dezelfde datum het jaar ervoor eraf gehaald. Het aantal punten dat gewonnen kon worden bij elke wedstrijd is afhankelijk van de wedstrijdcategorie. De startvolgorde in sommige wedstrijden is afhankelijk van deze ranking: hoe hoger op de ranking, hoe verder vooraan de renner mag starten.
De beste vijftig renners en rensters in de ranking waren startgerechtigd in de wereldbeker, mits gerangschikt bij de beste acht van hun land. Alle landen die minder dan acht startgerechtigde renners hadden, mochten hun team aanvullen tot acht renners.

### Puntenverdeling
| Cat. | Wereldkampioenschap        | Wereldkampioenschap        | Wereldkampioenschap        | Wereldbeker          | Wereldbeker          | Wereldbeker          | Continentaal kampioenschap    | Continentaal kampioenschap    | Continentaal kampioenschap    | Nationaal kampioenschap   | Nationaal kampioenschap   | Nationaal kampioenschap   | Categorie 1  | Categorie 2  | Categorie 1 of 2 | Categorie 1 of 2 |
| Cat. | CM (Championnats du Monde) | CM (Championnats du Monde) | CM (Championnats du Monde) | CDM (Coupe du Monde) | CDM (Coupe du Monde) | CDM (Coupe du Monde) | CC (Championnats Continental) | CC (Championnats Continental) | CC (Championnats Continental) | CN (Championnat National) | CN (Championnat National) | CN (Championnat National) | C1 (Class 1) | C2 (Class 2) | C1/C2            | C1/C2            |
| Nr.  | M/V elite                  | M/V U23                    | M/V jun                    | M/V elite            | M U23*/ V jun*       | M jun                | M/V elite                     | M/V U23*                      | M/V jun*                      | M/V elite                 | M/V U23*                  | M/V jun*                  | M/V elite    | M/V elite    | M U23/ V jun*    | M jun            |
| ---- | -------------------------- | -------------------------- | -------------------------- | -------------------- | -------------------- | -------------------- | ----------------------------- | ----------------------------- | ----------------------------- | ------------------------- | ------------------------- | ------------------------- | ------------ | ------------ | ---------------- | ---------------- |
| 1    | 400                        | 200                        | 60                         | 200                  | 100                  | 30                   | 100                           | 60                            | 30                            | 100                       | 60                        | 30                        | 80           | 40           | 30               | 15               |
| 2    | 360                        | 150                        | 40                         | 160                  | 60                   | 20                   | 60                            | 40                            | 20                            | 60                        | 40                        | 20                        | 60           | 30           | 20               | 12               |
| 3    | 320                        | 120                        | 30                         | 140                  | 40                   | 15                   | 40                            | 30                            | 15                            | 40                        | 30                        | 15                        | 40           | 20           | 15               | 10               |
| 4    | 280                        | 100                        | 25                         | 120                  | 30                   | 12                   | 30                            | 25                            | 12                            | 30                        | 25                        | 12                        | 30           | 15           | 12               | 8                |
| 5    | 240                        | 90                         | 20                         | 110                  | 25                   | 8                    | 25                            | 20                            | 10                            | 25                        | 20                        | 10                        | 25           | 10           | 10               | 6                |
| 6    | 200                        | 80                         | 18                         | 100                  | 23                   | 6                    | 20                            | 17                            | 8                             | 20                        | 15                        | 8                         | 20           | 8            | 8                | 5                |
| 7    | 190                        | 70                         | 16                         | 90                   | 21                   | 4                    | 17                            | 15                            | 6                             | 15                        | 10                        | 6                         | 17           | 6            | 6                | 4                |
| 8    | 180                        | 60                         | 14                         | 80                   | 19                   | 2                    | 15                            | 12                            | 4                             | 10                        | 5                         | 4                         | 15           | 4            | 4                | 3                |
| 9    | 170                        | 55                         | 12                         | 70                   | 17                   | 1                    | 12                            | 10                            | 2                             | 5                         | 3                         | 2                         | 12           | 2            | 2                | 2                |
| 10   | 160                        | 50                         | 10                         | 60                   | 16                   | x                    | 10                            | 8                             | 1                             | 3                         | x                         | 1                         | 10           | 1            | 1                | 1                |
| 11   | 150                        | 45                         | 8                          | 58                   | 15                   |                      | 8                             | 6                             | x                             | x                         |                           | x                         | 8            | x            | x                | x                |
| 12   | 140                        | 40                         | 6                          | 56                   | 14                   |                      | 6                             | 4                             |                               |                           |                           |                           | 6            |              |                  |                  |
| 13   | 130                        | 35                         | 4                          | 54                   | 13                   |                      | 4                             | 2                             |                               |                           |                           |                           | 4            |              |                  |                  |
| 14   | 120                        | 30                         | 2                          | 52                   | 12                   |                      | 2                             | 1                             |                               |                           |                           |                           | 2            |              |                  |                  |
| 15   | 110                        | 25                         | 1                          | 50                   | 11                   |                      | 1                             | x                             |                               |                           |                           |                           | 1            |              |                  |                  |
| 16   | 100                        | 20                         | x                          | 48                   | 10                   |                      | x                             |                               |                               |                           |                           |                           | x            |              |                  |                  |
| 17   | 90                         | 18                         |                            | 46                   | 9                    |                      |                               |                               |                               |                           |                           |                           |              |              |                  |                  |
| 18   | 80                         | 16                         |                            | 44                   | 8                    |                      |                               |                               |                               |                           |                           |                           |              |              |                  |                  |
| 19   | 70                         | 14                         |                            | 42                   | 7                    |                      |                               |                               |                               |                           |                           |                           |              |              |                  |                  |
| 20   | 57                         | 12                         |                            | 40                   | 6                    |                      |                               |                               |                               |                           |                           |                           |              |              |                  |                  |
| 21   | 54                         | 10                         |                            | 39                   | 5                    |                      |                               |                               |                               |                           |                           |                           |              |              |                  |                  |
| 22   | 51                         | 9                          |                            | 38                   | 4                    |                      |                               |                               |                               |                           |                           |                           |              |              |                  |                  |
| 23   | 48                         | 8                          |                            | 37                   | 3                    |                      |                               |                               |                               |                           |                           |                           |              |              |                  |                  |
| 24   | 45                         | 7                          |                            | 36                   | 2                    |                      |                               |                               |                               |                           |                           |                           |              |              |                  |                  |
| 25   | 45                         | 6                          |                            | 35                   | 1                    |                      |                               |                               |                               |                           |                           |                           |              |              |                  |                  |
| 26   | 42                         | 5                          |                            | 34                   | x                    |                      |                               |                               |                               |                           |                           |                           |              |              |                  |                  |
| 27   | 39                         | 4                          |                            | 33                   |                      |                      |                               |                               |                               |                           |                           |                           |              |              |                  |                  |
| 28   | 36                         | 3                          |                            | 32                   |                      |                      |                               |                               |                               |                           |                           |                           |              |              |                  |                  |
| 29   | 33                         | 2                          |                            | 31                   |                      |                      |                               |                               |                               |                           |                           |                           |              |              |                  |                  |
| 30   | 30                         | 1                          |                            | 30                   |                      |                      |                               |                               |                               |                           |                           |                           |              |              |                  |                  |
| 31   | 28                         | x                          |                            | 29                   |                      |                      |                               |                               |                               |                           |                           |                           |              |              |                  |                  |
| 32   | 26                         |                            |                            | 28                   |                      |                      |                               |                               |                               |                           |                           |                           |              |              |                  |                  |
| 33   | 24                         |                            |                            | 27                   |                      |                      |                               |                               |                               |                           |                           |                           |              |              |                  |                  |
| 34   | 22                         |                            |                            | 26                   |                      |                      |                               |                               |                               |                           |                           |                           |              |              |                  |                  |
| 35   | 20                         |                            |                            | 25                   |                      |                      |                               |                               |                               |                           |                           |                           |              |              |                  |                  |
| 36   | 18                         |                            |                            | 24                   |                      |                      |                               |                               |                               |                           |                           |                           |              |              |                  |                  |
| 37   | 16                         |                            |                            | 23                   |                      |                      |                               |                               |                               |                           |                           |                           |              |              |                  |                  |
| 38   | 14                         |                            |                            | 22                   |                      |                      |                               |                               |                               |                           |                           |                           |              |              |                  |                  |
| 39   | 12                         |                            |                            | 21                   |                      |                      |                               |                               |                               |                           |                           |                           |              |              |                  |                  |
| 40   | 10                         |                            |                            | 20                   |                      |                      |                               |                               |                               |                           |                           |                           |              |              |                  |                  |
| 41   | 5**                        |                            |                            | 19                   |                      |                      |                               |                               |                               |                           |                           |                           |              |              |                  |                  |
| 42   |                            |                            |                            | 18                   |                      |                      |                               |                               |                               |                           |                           |                           |              |              |                  |                  |
| 43   |                            |                            |                            | 17                   |                      |                      |                               |                               |                               |                           |                           |                           |              |              |                  |                  |
| 44   |                            |                            |                            | 16                   |                      |                      |                               |                               |                               |                           |                           |                           |              |              |                  |                  |
| 45   |                            |                            |                            | 15                   |                      |                      |                               |                               |                               |                           |                           |                           |              |              |                  |                  |
| 46   |                            |                            |                            | 14                   |                      |                      |                               |                               |                               |                           |                           |                           |              |              |                  |                  |
| 47   |                            |                            |                            | 13                   |                      |                      |                               |                               |                               |                           |                           |                           |              |              |                  |                  |
| 48   |                            |                            |                            | 12                   |                      |                      |                               |                               |                               |                           |                           |                           |              |              |                  |                  |
| 49   |                            |                            |                            | 11                   |                      |                      |                               |                               |                               |                           |                           |                           |              |              |                  |                  |
| 50   |                            |                            |                            | 10                   |                      |                      |                               |                               |                               |                           |                           |                           |              |              |                  |                  |
| 51   |                            |                            |                            | 5**                  |                      |                      |                               |                               |                               |                           |                           |                           |              |              |                  |                  |
| Nr.  | M/V elite                  | M/V U23                    | M/V jun                    | M/V elite            | M U23*/ V jun*       | M jun                | M/V elite                     | M/V U23*                      | M/V jun*                      | M/V elite                 | M/V U23*                  | M/V jun*                  | M/V elite    | M/V elite    | M U23/ V jun*    | M jun            |
| Cat. | CM (Championnats du Monde) | CM (Championnats du Monde) | CM (Championnats du Monde) | CDM (Coupe du Monde) | CDM (Coupe du Monde) | CDM (Coupe du Monde) | CC (Championnats Continental) | CC (Championnats Continental) | CC (Championnats Continental) | CN (Championnat National) | CN (Championnat National) | CN (Championnat National) | C1 (Class 1) | C2 (Class 2) | C1/C2            | C1/C2            |
| Cat. | Wereldkampioenschap        | Wereldkampioenschap        | Wereldkampioenschap        | Wereldbeker          | Wereldbeker          | Wereldbeker          | Continentaal kampioenschap    | Continentaal kampioenschap    | Continentaal kampioenschap    | Nationaal kampioenschap   | Nationaal kampioenschap   | Nationaal kampioenschap   | Categorie 1  | Categorie 2  | Categorie 1 of 2 | Categorie 1 of 2 |

* in het geval van aparte wedstrijden voor de betreffende categorie

** hoeveelheid punten voor elke gerangschikte rijder
Voor alle categorieën, behalve de jongens junioren werden alle resultaten meegenomen voor de UCI ranking.

Voor de jongens junioren werden alleen de beste uitslagen in aanmerking genomen:

000- jongens junioren wedstrijden van een klasse 1 of klasse 2 evenement: de beste 6 resultaten van elke renner;

000- jongens junioren UCI Wereldbekerwedstrijd: de beste 5 resultaten van elke renner.

### UCI ranking bij de start van het seizoen 2021-2022
Op 20 november 2020 had de UCI Executive Board besloten om vanwege het gereduceerde veldritseizoen van 2020-2021 wegens de coronapandemie, de UCI ranking bij de start van het seizoen 2021-2022 te 'resetten'. Alle ranking punten zullen worden gereset bij de start van het seizoen 2021-2022, met uitzondering van de punten behaald op de wereldkampioenschappen van 2021.
Om precies te zijn wordt de UCI ranking gereset op 21 september 2021. Voor deze datum blijft de huidige UCI ranking gehandhaafd om de startvolgorde te bepalen voor de zeven veldritten die op en vóór 19 september 2021 worden georganiseerd. Na 21 september 2021 bestaat de UCI ranking uit de punten behaald op de wereldkampioenschappen van 2021 en de zeven UCI veldritten van 11 t/m 19 september 2021.

### Eindstanden
De landenrankings per categorie werden opgemaakt door optelling van de punten die behaald werden door de eerste drie geklasseerde renners van elk land. In het geval dat landen gelijk stonden in de stand, was de plaats van hun beste renner in de individuele stand beslissend.

#### Mannen
| Plaats | Renner                 | Punten |
| ------ | ---------------------- | ------ |
| 1      | Eli Iserbyt            | 3.646  |
| 2      | Toon Aerts             | 2.788  |
| 3      | Michael Vanthourenhout | 2.658  |
| 4      | Lars van der Haar      | 2.465  |
| 5      | Quinten Hermans        | 1.990  |
| 6      | Laurens Sweeck         | 1.947  |
| 7      | Tom Pidcock            | 1.541  |
| 8      | Vincent Baestaens      | 1.327  |
| 9      | Daan Soete             | 1.324  |
| 10     | Corné van Kessel       | 1.292  |
| 11     | Toon Vandebosch        | 1.263  |
| 12     | Kevin Kühn             | 1.244  |
| 13     | Niels Vandeputte       | 1.138  |
| 14     | Jens Adams             | 1.093  |
| 15     | Marcel Meisen          | 1.039  |
| 16     | Felipe Orts Lloret     | 1.019  |
| 17     | Wout van Aert          | 980    |
| 18     | Pim Ronhaar            | 941    |
| 19     | Joshua Dubau           | 913    |
| 20     | Curtis White           | 906    |
| 21     | Ryan Kamp              | 892    |
| 22     | Mees Hendrikx          | 858    |
| 23     | Michael Boroš          | 842    |
| 24     | Kerry Werner           | 810    |
| 25     | Emiel Verstrynge       | 803    |
| 26     | Kevin Suarez Fernandez | 745    |
| 27     | Cameron Mason          | 730    |
| 28     | Timon Ruegg            | 710    |
| 29     | Tom Meeusen            | 707    |
| 30     | Thijs Aerts            | 660    |

| Plaats | Land                | Punten |
| ------ | ------------------- | ------ |
| 1      | België              | 9.092  |
| 2      | Nederland           | 4.698  |
| 3      | Verenigd Koninkrijk | 2.825  |
| 4      | Zwitserland         | 2.458  |
| 5      | Verenigde Staten    | 2.342  |
| 6      | Spanje              | 2.027  |
| 7      | Frankrijk           | 1.670  |
| 8      | Tsjechië            | 1.352  |
| 9      | Italië              | 1.307  |
| 10     | Duitsland           | 1.233  |
| 11     | Polen               | 625    |
| 12     | Canada              | 573    |
| 13     | Slowakije           | 419    |
| 14     | Japan               | 360    |
| 15     | Roemenië            | 300    |
| 16     | Luxemburg           | 283    |
| 17     | Ierland             | 281    |
| 18     | Noorwegen           | 280    |
| 19     | Oostenrijk          | 279    |
| 20     | Zweden              | 253    |
| 21     | Hongarije           | 225    |
| 22     | Estland             | 220    |
| 23     | Denemarken          | 220    |
| 24     | Portugal            | 220    |
| 25     | IJsland             | 220    |
| 26     | Rusland             | 200    |
| 27     | Nieuw-Zeeland       | 200    |
| 28     | Chili               | 200    |
| 29     | Litouwen            | 200    |
| 30     | Finland             | 200    |

| Plaats | Land                | Punten |
| ------ | ------------------- | ------ |
| 1      | Nederland           | 2.691  |
| 2      | België              | 2.517  |
| 3      | Verenigd Koninkrijk | 1.156  |
| 4      | Zwitserland         | 820    |
| 5      | Italië              | 779    |
| 6      | Frankrijk           | 732    |
| 7      | Verenigde Staten    | 706    |
| 8      | Spanje              | 522    |
| 9      | Tsjechië            | 442    |
| 10     | Canada              | 239    |
| 11     | Duitsland           | 165    |
| 12     | Ierland             | 160    |
| 13     | Denemarken          | 160    |
| 14     | Roemenië            | 157    |
| 15     | Luxemburg           | 148    |
| 16     | Hongarije           | 145    |
| 17     | Japan               | 140    |
| 18     | Nieuw-Zeeland       | 130    |
| 19     | Estland             | 130    |
| 20     | Portugal            | 130    |
| 21     | IJsland             | 130    |
| 22     | Zweden              | 127    |
| 23     | Chili               | 100    |
| 24     | Finland             | 95     |
| 25     | Rusland             | 85     |
| 26     | Griekenland         | 75     |
| 27     | Oostenrijk          | 75     |
| 28     | Slowakije           | 73     |
| 29     | Litouwen            | 70     |
| 30     | Noorwegen           | 69     |

| Plaats | Renner              | Punten |
| ------ | ------------------- | ------ |
| 1      | David Haverdings    | 272    |
| 2      | Aaron Dockx         | 174    |
| 3      | Jan Christen        | 172    |
| 4      | Louka Lesueur       | 165    |
| 5      | Nathan Smith        | 160    |
| 6      | Yordi Corsus        | 144    |
| 7      | Corentin Lequet     | 139    |
| 8      | Viktor Vandenberghe | 137    |
| 9      | Jack Spranger       | 133    |
| 10     | Kenay De Moyer      | 132    |

| Plaats | Land                | Punten |
| ------ | ------------------- | ------ |
| 1      | België              | 455    |
| 2      | Frankrijk           | 394    |
| 3      | Nederland           | 375    |
| 4      | Verenigd Koninkrijk | 342    |
| 5      | Verenigde Staten    | 338    |
| 6      | Spanje              | 272    |
| 7      | Tsjechië            | 267    |
| 8      | Zwitserland         | 232    |
| 9      | Italië              | 221    |
| 10     | Slowakije           | 210    |

#### Vrouwen
| Plaats | Renster                    | Punten |
| ------ | -------------------------- | ------ |
| 1      | Lucinda Brand              | 3.790  |
| 2      | Denise Betsema             | 2.787  |
| 3      | Puck Pieterse              | 2.102  |
| 4      | Fem van Empel              | 1.907  |
| 5      | Marianne Vos               | 1.800  |
| 6      | Annemarie Worst            | 1.714  |
| 7      | Shirin van Anrooij         | 1.658  |
| 8      | Hélène Clauzel             | 1.501  |
| 9      | Clara Honsinger            | 1.435  |
| 10     | Kata Blanka Vas            | 1.417  |
| 11     | Inge van der Heijden       | 1.335  |
| 12     | Ceylin del Carmen Alvarado | 1.323  |
| 13     | Silvia Persico             | 1.275  |
| 14     | Maghalie Rochette          | 1.262  |
| 15     | Manon Bakker               | 1.227  |
| 16     | Sanne Cant                 | 1.181  |
| 17     | Eva Lechner                | 1.155  |
| 18     | Yara Kastelijn             | 1.149  |
| 19     | Alicia Franck              | 950    |
| 20     | Marion Norbert-Riberolle   | 935    |
| 21     | Lucía González Blanco      | 910    |
| 22     | Aniek van Alphen           | 874    |
| 23     | Zoe Bäckstedt              | 850    |
| 24     | Line Burquier              | 809    |
| 25     | Perrine Clauzel            | 802    |
| 26     | Amandine Fouquenet         | 747    |
| 27     | Raylin Nuss                | 717    |
| 28     | Kristýna Zemanová          | 690    |
| 29     | Caroline Mani              | 673    |
| 30     | Anaïs Morichon             | 661    |

| Plaats | Land                | Punten |
| ------ | ------------------- | ------ |
| 1      | Nederland           | 8.679  |
| 2      | Frankrijk           | 3.112  |
| 3      | België              | 3.066  |
| 4      | Italië              | 3.027  |
| 5      | Verenigde Staten    | 2.731  |
| 6      | Canada              | 2.087  |
| 7      | Verenigd Koninkrijk | 1.707  |
| 8      | Spanje              | 1.654  |
| 9      | Hongarije           | 1.600  |
| 10     | Tsjechië            | 1.236  |
| 11     | Luxemburg           | 930    |
| 12     | Duitsland           | 706    |
| 13     | Zwitserland         | 596    |
| 14     | Slowakije           | 431    |
| 15     | Oostenrijk          | 373    |
| 16     | Polen               | 363    |
| 17     | Noorwegen           | 351    |
| 18     | Zweden              | 333    |
| 19     | Japan               | 315    |
| 20     | Roemenië            | 295    |
| 21     | Ierland             | 268    |
| 22     | Estland             | 220    |
| 23     | IJsland             | 220    |
| 24     | Finland             | 201    |
| 25     | Nieuw-Zeeland       | 200    |
| 26     | Litouwen            | 200    |
| 27     | Denemarken          | 200    |
| 28     | Rusland             | 200    |
| 29     | Portugal            | 200    |
| 30     | Griekenland         | 130    |

| Plaats | Land                | Punten |
| ------ | ------------------- | ------ |
| 1      | Nederland           | 5.667  |
| 2      | Frankrijk           | 2.069  |
| 3      | Hongarije           | 1.487  |
| 4      | Verenigd Koninkrijk | 1.414  |
| 5      | Verenigde Staten    | 1.301  |
| 6      | Tsjechië            | 1.194  |
| 7      | Italië              | 1.069  |
| 8      | Canada              | 736    |
| 9      | België              | 719    |
| 10     | Luxemburg           | 694    |
| 11     | Zwitserland         | 396    |
| 12     | Duitsland           | 390    |
| 13     | Slowakije           | 348    |
| 14     | Spanje              | 273    |
| 15     | Polen               | 271    |
| 16     | Zweden              | 223    |
| 17     | Japan               | 215    |
| 18     | Portugal            | 160    |
| 19     | Oostenrijk          | 147    |
| 20     | Ierland             | 145    |
| 21     | Estland             | 144    |
| 22     | Griekenland         | 130    |
| 23     | Rusland             | 120    |
| 24     | Nieuw-Zeeland       | 115    |
| 25     | Noorwegen           | 101    |
| 26     | IJsland             | 100    |
| 27     | Roemenië            | 90     |
| 28     | Litouwen            | 90     |
| 29     | Denemarken          | 80     |
| 30     | Finland             | 50     |

#### Teams
| Plaats | Team                                 | Punten |
| ------ | ------------------------------------ | ------ |
| 1      | Pauwels Sauzen-Bingoal               | 10.998 |
| 2      | Baloise Trek Lions                   | 10.701 |
| 3      | Alpecin-Fenix                        | 5.179  |
| 4      | IKO-Crelan                           | 3.444  |
| 5      | A.S. Bike Crossteam                  | 2.423  |
| 5      | Nesta-MMR CX Team                    | 1.857  |
| 7      | Proximus-AlphaMotorhomes-Doltcini CT | 1.455  |
| 8      | DP66 Giant                           | 575    |
| 9      | Team Fima-Cyrpeo Alian               | 290    |

## Kalender

### Televisie-crossen
Van de crossen van de vier grote klassementen (Wereldbeker, de Superprestige, X²O Badkamers Trofee en Ethias Cross) zullen er nooit twee op dezelfde dag verreden worden. Meestal zijn de crossen verspreid over weekenden, maar het komt voor dat een week(end) meerdere klassementscrossen bevat. De meeste top-crossers rijden in alle klassementscrossen mee, waardoor het in sommige periodes/weekenden ("dubbele weekenden") extra druk kan zijn, vooral rondom de kerst en nieuwjaar.
| Week | Datum                                                                       | Cross 1                                                                     | (Datum)                                                                     | (Cross 2)                                                                   |
| ---- | --------------------------------------------------------------------------- | --------------------------------------------------------------------------- | --------------------------------------------------------------------------- | --------------------------------------------------------------------------- |
| 36   | 11 september (za)                                                           | Rapencross, Lokeren (Ethias Cross)                                          |                                                                             |                                                                             |
| 37   | 18 september (za)                                                           | Be-Mine Cross, Beringen (Ethias Cross)                                      |                                                                             |                                                                             |
| 38   | 25 september (za)                                                           | Versluys Cyclocross, Bredene (Ethias Cross)                                 |                                                                             |                                                                             |
| 39   | 2 oktober (za)                                                              | Berencross, Meulebeke (Ethias Cross)                                        | 3 oktober (zo)                                                              | Cyclocross Gieten (Superprestige)                                           |
| 40   | 10 oktober (zo)                                                             | Wereldbeker Waterloo (Wereldbeker)                                          |                                                                             |                                                                             |
| 41   | 13 oktober (wo)                                                             | Wereldbeker Fayetteville Arkansas (Wereldbeker)                             | 15 oktober (vr)                                                             | Jingle Cross 1, Iowa City (USCX Series)                                     |
| 41   | 16 oktober (za)                                                             | Jingle Cross 2, Iowa City (USCX Series)                                     | 17 oktober (zo)                                                             | Jingle Cross 3, Iowa City (Wereldbeker)                                     |
| 42   | 21 oktober (do)                                                             | Kermiscross, Ardooie (losse cross)                                          | 23 oktober (za)                                                             | Cyclocross Ruddervoorde (Superprestige)                                     |
| 42   |                                                                             |                                                                             | 24 oktober (zo)                                                             | Cyclocross Zonhoven (Wereldbeker)                                           |
| 43   | 30 oktober (za)                                                             | Zilvermeercross, Mol (losse cross)                                          | 31 oktober (zo)                                                             | Druivencross, Overijse (Wereldbeker)                                        |
| 43   |                                                                             |                                                                             | 1 november (ma)                                                             | Koppenbergcross, Oudenaarde (X²O Trofee)                                    |
| 44   | Week(end) gereserveerd voor continentale kampioenschappen (6 en 7 november) | Week(end) gereserveerd voor continentale kampioenschappen (6 en 7 november) | Week(end) gereserveerd voor continentale kampioenschappen (6 en 7 november) | Week(end) gereserveerd voor continentale kampioenschappen (6 en 7 november) |
| 45   | 11 november (do)                                                            | Jaarmarktcross Niel (Superprestige)                                         | 13 november (za)                                                            | Stellacross, Leuven (Ethias Cross)                                          |
| 45   |                                                                             |                                                                             | 14 november (zo)                                                            | Cyclocross Tábor (Wereldbeker)                                              |
| 46   | 20 november (za)                                                            | Vlaamse Aardbeiencross, Merksplas (Superprestige)                           | 21 november (zo)                                                            | Duinencross, Koksijde (Wereldbeker)                                         |
| 47   | 27 november (za)                                                            | Urban Cross, Kortrijk (X²O Trofee)                                          | 28 november (zo)                                                            | Cyclocross Nommay (Wereldbeker)                                             |
| 48   | 4 december (za)                                                             | Niels Albert CX, Boom (Superprestige)                                       | 5 december (zo)                                                             | Scheldecross, Antwerpen (Wereldbeker)                                       |
| 49   | 11 december (za)                                                            | Cyclocross Essen, Essen (Ethias Cross)                                      | 12 december (zo)                                                            | Wereldbeker Val di Sole (Wereldbeker)                                       |
| 50   | 18 december (za)                                                            | Cyclocross Rucphen (Wereldbeker)                                            | 19 december (zo)                                                            | Citadelcross, Namen (Wereldbeker)                                           |
| 51   | 26 december (zo)                                                            | Wereldbeker Dendermonde (Wereldbeker)                                       | 27 december (ma)                                                            | GP Eric De Vlaeminck, Heusden-Zolder (Superprestige)                        |
| 52   | 29 december (wo)                                                            | Cyclocross Diegem (Superprestige)                                           | 30 december (do)                                                            | Azencross, Loenhout (X²O Trofee)                                            |
| 52   | 1 januari (za)                                                              | GP Sven Nys, Baal (X²O Trofee)                                              | 2 januari (zo)                                                              | Vestingcross, Hulst (Wereldbeker)                                           |
| 1    | 4 januari (di)                                                              | Cyclocross Gullegem (losse cross)                                           | 5 januari (wo)                                                              | Herentals Cross, Herentals (X²O Trofee)                                     |
|      | 8/9 januari (za/zo)                                                         | Nationale kampioenschappen                                                  | 10 januari (ma)                                                             | Cyclocross Otegem (losse cross)                                             |
| 2    | 15 januari (za)                                                             | Kasteelcross, Zonnebeke (losse cross)                                       | 16 januari (zo)                                                             | Cyclocross Flamanville (Wereldbeker)                                        |
| 3    | 22 januari (za)                                                             | Flandriencross, Hamme (X²O Trofee)                                          | 23 januari (zo)                                                             | GP Adrie van der Poel, Hoogerheide (Wereldbeker)                            |
| 4    | Week(end) gereserveerd voor wereldkampioenschappen (29 en 30 januari)       | Week(end) gereserveerd voor wereldkampioenschappen (29 en 30 januari)       | Week(end) gereserveerd voor wereldkampioenschappen (29 en 30 januari)       | Week(end) gereserveerd voor wereldkampioenschappen (29 en 30 januari)       |
| 5    | 2 februari (wo)                                                             | Parkcross, Maldegem (Ethias Cross)                                          | 5 februari (za)                                                             | Polderscross, Kruibeke (Ethias Cross)                                       |
| 5    |                                                                             |                                                                             | 6 februari (zo)                                                             | Krawatencross, Lille (X²O Trofee)                                           |
| 6    | 12 februari (za)                                                            | Cyclocross Asper-Gavere (Superprestige)                                     | 13 februari (zo)                                                            | Brussels Universities Cyclocross, Brussel (X²O Trofee)                      |
| 7    | 19 februari (za)                                                            | Waaslandcross, Sint-Niklaas (losse cross)                                   | 20 februari (zo)                                                            | Internationale Sluitingsprijs, Oostmalle (losse cross)                      |

### Kalender per maand
De wereldbeker wordt weergegeven in vetgedrukte tekst, de belangrijkste regelmatigheidscriteriums in cursief gedrukte tekst.
Voor de wedstrijdcategorieën, zie UCI-wedstrijdcategorieën.

#### September
| Datum | Cross                                                           | Cat. | Winnaar mannen         | Winnaar vrouwen       |
| ----- | --------------------------------------------------------------- | ---- | ---------------------- | --------------------- |
| 11    | Ethias Cross Rapencross, Lokeren                                | C2   | Eli Iserbyt            | Denise Betsema        |
| 11    | 4 Bikes Festival, Lützelbach                                    | C2   | Marcel Meisen          | Judith Krahl          |
| 18    | Ethias Cross be-Mine Cross, Beringen                            | C2   | Eli Iserbyt            | Yara Kastelijn        |
| 18    | GO Cross presented by Deschutes Brewery #1, Roanoke             | C2   | Curtis White           | Caroline Mani         |
| 18    | Le Grand CX, Jablines                                           | C2   | Joshua Dubau           | Hélène Clauzel        |
| 19    | GO Cross presented by Deschutes Brewery #2, Roanoke             | C2   | Curtis White           | Caroline Mani         |
| 19    | Gran Premi Les Franqueses, Les Franqueses del Vallès            | C2   | Kevin Suárez Fernández | Lucía González Blanco |
| 19    | National Trophy Series #1, Derby                                | C2   | Lewis Askey            | Amira Mellor          |
| 25    | USCX Cyclocross Series #1 Rochester Cyclocross Day 1, Rochester | C1   | Vincent Baestaens      | Maghalie Rochette     |
| 25    | Ethias Cross Versluys Cyclocross, Bredene                       | C2   | Eli Iserbyt            | Denise Betsema        |
| 26    | Cyclo-cross international de Boulzicourt Ardennes, Boulzicourt  | C2   | Joshua Dubau           | Amandine Fouquenet    |
| 26    | Radcross Illnau, Illnau                                         | C2   | Kevin Kühn             | Hélène Clauzel        |
| 26    | USCX Cyclocross Series #2 Rochester Cyclocross Day 2, Rochester | C2   | Vincent Baestaens      | Maghalie Rochette     |
| 28    | TOI TOI Cup #1, Mladá Boleslav                                  | C2   | Michael Boroš          | Pavla Havlíková       |

#### Oktober
| Datum | Cross                                                       | Cat. | Winnaar mannen                   | Winnaar vrouwen                  |
| ----- | ----------------------------------------------------------- | ---- | -------------------------------- | -------------------------------- |
| 2     | USCX Cyclocross Series #3 Charm City Cross Day 1, Baltimore | C1   | Vincent Baestaens                | Clara Honsinger                  |
| 2     | Coupe de France #1, Pierric                                 | C2   | Loris Rouiller                   | Hélène Clauzel                   |
| 2     | Ethias Cross Berencross, Meulebeke                          | C2   | Michael Vanthourenhout           | Sanne Cant                       |
| 2     | Føyka KROSS #1, Asker                                       | C2   | Len Dejonghe                     | Suzanne Verhoeven                |
| 2     | TOI TOI Cup #2, Hlinsko                                     | C2   | Marek Konwa                      | Kristýna Zemanová                |
| 3     | Superprestige #1, Gieten                                    | C1   | Toon Aerts                       | Lucinda Brand                    |
| 3     | Coupe de France #2, Pierric                                 | C2   | Joshua Dubau                     | Line Burquier                    |
| 3     | Føyka KROSS #2, Asker                                       | C2   | Len Dejonghe                     | Mie Bjørndal Ottestad            |
| 3     | Gran Premio Internazionale CX Città di Jesolo, Jesolo       | C2   | Nadir Colledani                  | Eva Lechner                      |
| 3     | USCX Cyclocross Series #4 Charm City Cross Day 2, Baltimore | C2   | Vincent Baestaens                | Maghalie Rochette                |
| 3     | Grand Prix Raková, Raková                                   | C2   | afgelast                         | afgelast                         |
| 8     | Trek Cup, Waterloo                                          | C2   | Daan Soete                       | Jolanda Neff                     |
| 9     | Coupe d'Espagne #1, Pontevedra                              | C1   | Kevin Suárez Fernández           | Lucía González Blanco            |
| 9     | Brumath Cross Days, Brumath                                 | C2   | Loris Rouiller                   | Maud Kaptheijns                  |
| 9     | CX Täby Park, Täby                                          | C2   | Timon Ruegg                      | Zoe Bäckstedt                    |
| 9     | Grand Prix Dohňany, Dohňany                                 | C2   | Witse Meeussen                   | Joyce Vanderbeken                |
| 9     | TOI TOI Cup #3, Slaný                                       | C2   | Michael Boroš                    | Kristýna Zemanová                |
| 10    | Wereldbeker veldrijden #1, Waterloo                         | CDM  | Eli Iserbyt                      | Marianne Vos                     |
| 10    | Ciclocross Internacional Xaxancx, Marín                     | C2   | Felipe Orts Lloret               | Lucía González Blanco            |
| 10    | Grand Prix Podbrezová, Podbrezová                           | C2   | Lander Loockx                    | Kristýna Zemanová                |
| 10    | National Trophy Series #2, Milnthorpe                       | C2   | Joseph Blackmore                 | Amira Mellor                     |
| 10    | Stockholm cyclocross, Stockholm                             | C2   | Timon Ruegg                      | Zoe Bäckstedt                    |
| 10    | Trofeu de Ciclocross Sueca, Sueca                           | C2   | afgelast                         | afgelast                         |
| 13    | Wereldbeker veldrijden #2, Fayetteville                     | CDM  | Quinten Hermans                  | Lucinda Brand                    |
| 15    | USCX Cyclocross Series #5 Jingle Cross Day 1, Iowa City     | C1   | Vincent Baestaens                | Shirin van Anrooij               |
| 16    | TOI TOI Cup #4, Rýmařov                                     | C2   | Michael Boroš                    | Kristýna Zemanová                |
| 16    | USCX Cyclocross Series #6 Jingle Cross Day 2, Iowa City     | C2   | Niels Vandeputte                 | Manon Bakker                     |
| 17    | Wereldbeker veldrijden #3, Iowa City                        | CDM  | Eli Iserbyt                      | Marianne Vos                     |
| 17    | Internationale GP Destil Oisterwijk, Oisterwijk             | C2   | Tom Meeusen                      | Maud Kaptheijns                  |
| 17    | Verge Cross Clonmel, Clonmel                                | C2   | Daniel Barnes                    | Amira Mellor                     |
| 21    | Kermiscross, Ardooie                                        | C2   | Laurens Sweeck                   | Alicia Franck                    |
| 23    | Superprestige #2, Ruddervoorde                              | C1   | Eli Iserbyt                      | Denise Betsema                   |
| 23    | USCX Cyclocross Series #7 Kings CX Day 1, Mason             | C1   | Eric Brunner                     | Maghalie Rochette                |
| 23    | Coupe de France #3, Quelneuc                                | C2   | Joshua Dubau                     | Amandine Fouquenet               |
| 24    | Wereldbeker veldrijden #4, Zonhoven                         | CDM  | Toon Aerts                       | Denise Betsema                   |
| 24    | Coupe de France #4, Quelneuc                                | C2   | Joshua Dubau                     | Amandine Fouquenet               |
| 24    | National Trophy Series #2, Falkirk                          | C2   | Corran Carrick-Anderson          | Josie Nelson                     |
| 24    | USCX Cyclocross Series #8 Kings CX Day 2, Mason             | C2   | Kerry Werner                     | Maghalie Rochette                |
| 26    | Kiremko Nacht van Woerden, Woerden                          | C2   | afgelast vanwege de coronacrisis | afgelast vanwege de coronacrisis |
| 30    | Zilvermeercross, Mol                                        | C1   | afgelast                         | afgelast                         |
| 30    | Major Taylor Cross Cup Day 1, Indianapolis                  | C2   | Gosse van der Meer               | Sunny Gilbert                    |
| 31    | Wereldbeker veldrijden #5, Overijse                         | CDM  | Eli Iserbyt                      | Kata Blanka Vas                  |
| 31    | Grand-prix de la Commune de Contern, Contern                | C2   | Felipe Orts Lloret               | Marie Schreiber                  |
| 31    | International Cyclocross Increa Brugherio, Brugherio        | C2   | Davide Toneatti                  | Gaia Realini                     |
| 31    | Major Taylor Cross Cup Day 2, Indianapolis                  | C2   | Scott Funston                    | Sunny Gilbert                    |
| 31    | Munich Super Cross, München                                 | C2   | Marek Konwa                      | Kristýna Zemanová                |
| 31    | Grote Prijs van Brabant, Rosmalen                           | C2   | afgelast                         | afgelast                         |

## Ploegen
Onderstaande een overzicht van de ingeschreven UCI veldritploegen van het seizoen 2021-2022.
| Ploeg                                            | Land                | Renners | Fietsmerk   | Manager                 | UCI-code | Sinds     |
| ------------------------------------------------ | ------------------- | ------- | ----------- | ----------------------- | -------- | --------- |
| 777                                              | België              | 3       | Stevens     | Camiel van den Bergh    | 777      | 2013-2014 |
| A.S. Bike Crossteam                              | Frankrijk           | 6       |             |                         | ASB      | 2019-2020 |
| Alpecin - Fenix                                  | België              | 12      | Canyon      | Philip Roodhooft        | AFC      | 2009-2010 |
| Ardennes Cross Team Gecibat                      | Frankrijk           | 5       |             |                         | ACT      | 2020-2021 |
| Baloise Trek Lions                               | België              | 9       | Trek        | Sven Nys                | BTL      | 2000-2001 |
| BNS Technics - Groep T.O.M.                      | België              | 3       |             |                         | BNS      | 2021-2022 |
| Cannondale/Cyclocrossworld                       | Verenigde Staten    | 4       | Cannondale  |                         | CDL      | 2019-2020 |
| Cross Team Legendre                              | Frankrijk           | 12      |             |                         | CTL      | 2015-2016 |
| CX Team Deschacht - Group Hens - Maes Containers | België              | 7       | Scott       | Bart Verschueren        | DHM      | 2019-2020 |
| Cycling Cafe Racing Team                         | Italië              | 5       |             |                         | CRT      | 2019-2020 |
| IKO - Crelan                                     | België              | 11      | Stevens     | Kevin Cant              | IKC      | 2019-2020 |
| KTM Alchemist powered by Brenta Brakes           | Italië              | 5       |             |                         | KTM      | 2018-2019 |
| Nesta - MMR CX Team                              | Spanje              | 4       |             |                         | NES      | 2018-2019 |
| OCF Team Cross                                   | Frankrijk           | 6       |             |                         | OCF      | 2021-2022 |
| Pauwels Sauzen - Bingoal                         | België              | 13      | Ridley      | Jurgen Mettepenningen   | PSB      | 2007-2008 |
| Proximus - AlphaMotorhomes - Doltcini CT         | België              | 12      | Ridley      | Eddy Van Bunder         | PRO      | 2020-2021 |
| Sebmotobikes CX Team                             | Frankrijk           | 3       |             |                         | SCT      | 2021-2022 |
| Starcasino CX Team                               | België              | 6       | Specialized | Christel Herremans      | STA      | 2019-2020 |
| Sörius                                           | Frankrijk           | 4       |             |                         | SOR      | 2020-2021 |
| Team Fima - Cyrpeo Alian                         | Frankrijk           | 6       |             |                         | FIM      | 2021-2022 |
| Team Guevel Immobilier Laval Cyclisme 53         | Frankrijk           | 3       |             |                         | GIL      | 2021-2022 |
| Team Motrio Safir Ganova                         | Frankrijk           | 4       |             |                         | MSG      | 2018-2019 |
| Team Podiocom CC                                 | Frankrijk           | 5       |             | Dominique Pezard        | POD      | 2019-2020 |
| Team Royalbikeshop.com                           | Frankrijk           | 6       |             |                         | RBS      | 2021-2022 |
| Team S1neo Loudeac                               | Frankrijk           | 6       |             | Johanny Delmas          | S1L      | 2018-2019 |
| Team Schamel p/b Kloster Kitchen                 | Duitsland           | 8       | Cube        | Grischa Janorschke      | TSC      | 2020-2021 |
| Team Spectra Wiggle p/b Vitus                    | Verenigd Koninkrijk | 7       |             |                         | TSR      | 2021-2022 |
| Teika-Gsport                                     | Spanje              | 3       |             | Javier Cabanes Castello | TEI      | 2017-2018 |
| Tormans - Circus Cyclo Cross Team                | België              | 9       | Cube        | Bart Wellens            | TCX      | 2020-2021 |
| Trek Factory Racing CX                           | Verenigde Staten    | 4       | Trek        |                         | TFR      | 2018-2019 |
| Trinity Racing                                   | Verenigd Koninkrijk | 5       |             |                         | TRI      | 2018-2019 |
| Unicaja Banco-Gijon                              | Spanje              | 3       |             |                         | UBG      | 2021-2022 |
| Velorevolution WP Cycles                         | Ierland             | 5       |             |                         | VRW      | 2021-2022 |

## Statistieken

### Meeste overwinningen

#### Mannen elite
| # | Renner            | Team                                     | Aantal | CM | CDM | CC | CN | C1/C2 | C1/C2 | C1/C2 | C1/C2 |
| # | Renner            | Team                                     | Aantal | CM | CDM | CC | CN | SP    | X²O   | ETH   | OVE   |
| - | ----------------- | ---------------------------------------- | ------ | -- | --- | -- | -- | ----- | ----- | ----- | ----- |
| 1 | Eli Iserbyt       | Pauwels Sauzen-Bingoal                   | 14     | -  | 7   | -  | -  | 3     | 1     | 3     | -     |
| 2 | Joshua Dubau      | Peltrax-Club sportif de Dammarie-lès-Lys | 7      | -  | -   | -  | 1  | -     | -     | -     | 6     |
| 2 | Wout van Aert     | Jumbo-Visma                              | 7      | -  | 2   | -  | 1  | 2     | 3     | 1     | -     |
| 4 | Michael Boroš     | ČEZ Cyklo Tábor                          | 6      | -  | -   | -  | 1  | -     | -     | -     | 5     |
| 4 | Felipe Orts       | Teika-Gsport-BH                          | 6      | -  | -   | -  | 1  | -     | -     | -     | 5     |
| 6 | Vincent Baestaens | Deschacht–Group Hens–Containers Maes     | 5      | -  | -   | -  | -  | -     | -     | -     | 5     |
| 6 | Eric Brunner      |                                          | 5      | -  | -   | 1  | 1  | -     | -     | -     | 4     |
| 6 | Marek Konwa       | UKS Krupiński Suszec                     | 5      | -  | -   | -  | -  | -     | -     | -     | 3     |
| 6 | Laurens Sweeck    | Pauwels Sauzen-Bingoal                   | 5      | -  | -   | -  | -  | -     | 1     | 2     | 2     |

#### Vrouwen elite
| # | Renster            | Team                        | Aantal | CM | CDM | CC | CN | C1/C2 | C1/C2 | C1/C2 | C1/C2 |
| # | Renster            | Team                        | Aantal | CM | CDM | CC | CN | SP    | X²O   | ETH   | OVE   |
| - | ------------------ | --------------------------- | ------ | -- | --- | -- | -- | ----- | ----- | ----- | ----- |
| 1 | Lucinda Brand      | Baloise Trek Lions          | 20     | -  | 6   | 1  | -  | 6     | 6     | 1     | -     |
| 2 | Kristýna Zemanová  |                             | 9      | -  | -   | -  | 1  | -     | -     | -     | 8     |
| 3 | Lucía González     | Nesta-Skoda Alecar CX Team  | 7      | -  | -   | -  | 1  | -     | -     | -     | 6     |
| 4 | Marianne Vos       | Jumbo-Visma                 | 6      | 1  | 4   | -  | 1  | -     | -     | -     | -     |
| 5 | Denise Betsema     | Pauwels Sauzen-Bingoal      | 5      | -  | 1   | -  | -  | 1     | 1     | 1     | 1     |
| 5 | Amandine Fouquenet | Team Arkéa                  | 5      | -  | -   | -  | -  | -     | -     | -     | 5     |
| 5 | Maghalie Rochette  | Specialized/Feedback Sports | 5      | -  | -   | -  | -  | -     | -     | -     | 5     |
| 8 | Nikola Bajgerová   |                             | 4      | -  | -   | -  | -  | -     | -     | -     | 4     |
| 8 | Line Burquier      |                             | 4      | -  | -   | -  | 1  | -     | -     | -     | 3     |
| 8 | Caroline Mani      |                             | 4      | -  | -   | -  | -  | -     | -     | -     | 4     |
| 8 | Amira Mellor       | Albion Cycles               | 4      | -  | -   | -  | -  | -     | -     | -     | 4     |

### Meest gereden crossen

#### Mannen elite
| Aantal | Renner                 |
| ------ | ---------------------- |
| 40     | Eli Iserbyt            |
| 38     | Laurens Sweeck         |
| 36     | Corné van Kessel       |
| 36     | Toon Vandebosch        |
| 35     | Felipe Orts Lloret     |
| 35     | Thijs Aerts            |
| 35     | Toon Aerts             |
| 34     | Tom Meeusen            |
| 34     | Michael Vanthourenhout |
| 34     | Daan Soete             |
| 32     | Lars van der Haar      |
| 31     | Jens Adams             |
| 31     | Vincent Baestaens      |

#### Vrouwen elite
| Aantal | Renster                  |
| ------ | ------------------------ |
| 41     | Marion Norbert-Riberolle |
| 37     | Ellen Van Loy            |
| 35     | Denise Betsema           |
| 35     | Manon Bakker             |
| 33     | Lucinda Brand            |
| 32     | Aniek van Alphen         |
| 31     | Suzanne Verhoeven        |
| 30     | Karen Verhestraeten      |
| 30     | Alicia Franck            |
| 30     | Annemarie Worst          |
| 30     | Perrine Clauzel          |

1982-1983 · 
1983-1984 · 
1984-1985 · 
1985-1986 · 
1986-1987 · 
1987-1988 · 
1988-1989 · 
1989-1990 · 
1990-1991 · 
1991-1992 · 
1992-1993 · 
1993-1994 · 
1994-1995 · 
1995-1996 · 
1996-1997 · 
1997-1998 · 
1998-1999 · 
1999-2000 · 
2000-2001 · 
2001-2002 · 
2002-2003 · 
2003-2004 · 
2004-2005 · 
2005-2006 · 
2006-2007 · 
2007-2008 · 
2008-2009 · 
2009-2010 · 
2010-2011 · 
2011-2012 · 
2012-2013 · 
2013-2014 · 
2014-2015 · 
2015-2016 · 
2016-2017 · 
2017-2018 · 
2018-2019 · 
2019-2020 · 
2020-2021 · 
2021-2022 · 
2022-2023 ·
2023-2024 ·
2024-2025
Kampioenschappen:  Wereldkampioenschappen ·
 Europese kampioenschappen ·
 Belgische kampioenschappen ·
 Nederlandse kampioenschappen
Klassementen:  Wereldbeker ·
 Superprestige ·
 X²O Badkamers Trofee ·
 TOI TOI Cup ·
 USCX Series ·
 Coupe de France ·
 National Trophy Series ·
 Copa de España ·
 New England Series
Overig:  Ethias Cross ·  Losse crossen België
Geen UCI-cat.:  Giro d'Italia Ciclocross